# Złatopil
Złatopil (ukr. Златопіль, do 2024 Perwomajski – Первомайський) – miasto na Ukrainie w obwodzie charkowskim.

## Historia
Miasto posiada prawa miejskie od 1991 r.
4 lipca 2023, podczas inwazji Rosji na Ukrainę, miasto zostało zaatakowane z użyciem rakiety 9K720 Iskander, w wyniku czego zostało rannych kilkadziesiąt osób, a 8 budynków i 4 samochody odniosły uszkodzenia.

## Demografia
| Rok  | Liczebność |
| ---- | ---------- |
| 1989 | 37 474     |
| 2013 | 31 061     |
| 2018 | 29 884     |
| 2021 | 28 986     |